# Wageningen (Suriname)
Wageningen is een agrarische plaats en een ressort in het Surinaamse district Nickerie, gelegen als havenplaats aan de rivier de Nickerie tegenover de monding van de Maratakka.
Wageningen staat vooral bekend om de rijstaanbouw. De Arawarasluis bij Donderskamp reguleert het irrigatiewater voor de rijstvelden van Wageningen. Vroeger bevond zich er de staatsonderneming Stichting Machinale Landbouw (SML), die later van naam wijzigde in Surinaamse Rijst Organisatie (SRO). Zij heeft ongeveer 5.000 hectare bebouwbaar areaal in bezit.
In de plaats wonen ongeveer 3000 mensen. Wageningen heeft een politiepost, bestuurspost en doktersstandplaats van het district Nickerie. Tevens kent de plaats een landingsbaan voor vliegtuigen (luchthavencode: AGI).
De naam Wageningen stamt af van de Nederlandse stad Wageningen in de provincie Gelderland
De plaats werd in de jaren vijftig van de 20e eeuw opgebouwd vanuit de Nederlandse landbouwuniversiteit, die er wilde onderzoeken hoe rijst optimaal kon worden geteeld.

## Vervoer
Wageningen is via de weg te bereiken via de Oost-Westverbinding. In de buurt van het dorp bevindt zich de Wageningen Airstrip met een verbinding naar Zorg en Hoop Airport in Paramaribo.

## Monumenten
- 1970: Monument 80 jaar Javaanse immigratie, hoek Rexoralaan/Dimaplein
- 1973: Standbeeld van Alida
- 1973: Monument 100 jaar Hindoestaanse immigratie
- 1974: 25 jaar SML in het park Plein 1951
- ????: Monument van de eenheid van de vakbond[3]

## Bevolking
Het ressort Wageningen telt 2937 inwoners. Wageningen heeft een gemengde bevolkingssamenstelling: geen enkele bevolkingsgroep heeft een meerderheid. Er wonen creolen, Javanen, Hindoestanen, inheemsen, Marrons en mensen van gemengde afkomst.
| Bevolkingsgroep  | Aantal | %       |
| ---------------- | ------ | ------- |
| Inheemsen        | 426    | 14,50%  |
| Marrons          | 167    | 5,69%   |
| Creolen          | 640    | 21,79%  |
| Afro-Surinamers  | 15     | 0,51%   |
| Hindoestanen     | 499    | 16,99%  |
| Javanen          | 605    | 20,60%  |
| Chinezen         | 9      | 0,31%   |
| Europees/blank   | 2      | 0,07%   |
| Gemengde afkomst | 568    | 19,34%  |
| Overig           | 4      | 0,14%   |
| Weet niet        | 0      | -       |
| Geen antwoord    | 2      | 0,07%   |
| Totaal           | 2937   | 100,00% |